# Synanthedon auritincta
Synanthedon auritincta is een vlinder uit de familie wespvlinders (Sesiidae), onderfamilie Sesiinae.
Synanthedon auritincta is voor het eerst wetenschappelijk beschreven door Wileman & South in 1918. De soort komt voor in het Oriëntaals gebied.